# Comuna Bățani, Covasna
Bățani (în maghiară Nagybacon) este o comună în județul Covasna, Transilvania, România, formată din satele Aita Seacă, Bățanii Mari (reședința), Bățanii Mici, Herculian și Ozunca-Băi.

## Demografie
Componența etnică a comunei Bățani
     Maghiari (78,64%)
     Romi (13,86%)
     Români (1,22%)
     Alte etnii (0%)
     Necunoscută (6,28%)
Componența confesională a comunei Bățani
     Reformați (74,69%)
     Penticostali (12,88%)
     Romano-catolici (1,87%)
     Greco-catolici (1,26%)
     Ortodocși (1,11%)
     Alte religii (1,66%)
     Necunoscută (6,52%)
Conform recensământului efectuat în 2021, populația comunei Bățani se ridică la 4.588 de locuitori, în creștere față de recensământul anterior din 2011, când fuseseră înregistrați 4.403 locuitori. Majoritatea locuitorilor sunt maghiari (78,64%), cu minorități de romi (13,86%) și români (1,22%), iar pentru 6,28% nu se cunoaște apartenența etnică. Din punct de vedere confesional, majoritatea locuitorilor sunt reformați (74,69%), cu minorități de penticostali (12,88%), romano-catolici (1,87%), greco-catolici (1,26%) și ortodocși (1,11%), iar pentru 6,52% nu se cunoaște apartenența confesională.

## Politică și administrație
Comuna Bățani este administrată de un primar și un consiliu local compus din 13 consilieri. Primarul, István-Csongor Nagy[*],  politician independent, este în funcție din 1 noiembrie 2024. Începând cu alegerile locale din 2024, consiliul local are următoarea componență pe partide politice:
|  | Partid                                 | Consilieri | Componența Consiliului | Componența Consiliului | Componența Consiliului | Componența Consiliului | Componența Consiliului | Componența Consiliului | Componența Consiliului | Componența Consiliului | Componența Consiliului | Componența Consiliului |
|  | -------------------------------------- | ---------- | ---------------------- | ---------------------- | ---------------------- | ---------------------- | ---------------------- | ---------------------- | ---------------------- | ---------------------- | ---------------------- | ---------------------- |
|  | Uniunea Democrată Maghiară din România | 10         |                        |                        |                        |                        |                        |                        |                        |                        |                        |                        |
|  | Alianța Maghiară din Transilvania      | 2          |                        |                        |                        |                        |                        |                        |                        |                        |                        |                        |
|  | Nagy István-Csongor                    | 1          |                        |                        |                        |                        |                        |                        |                        |                        |                        |                        |

## Imagini

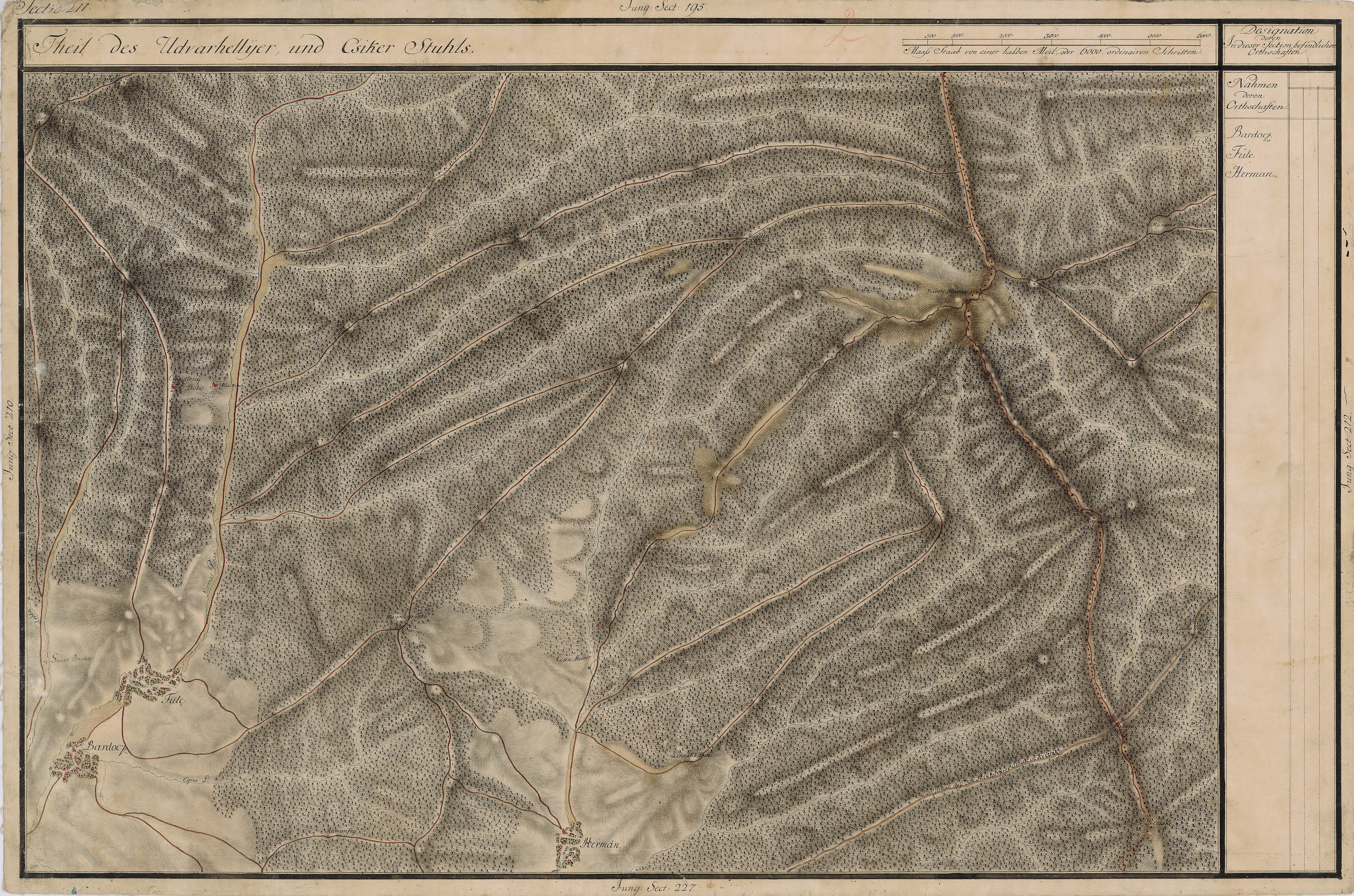
Bățani în Harta Iosefină a Transilvaniei, 1769-1773
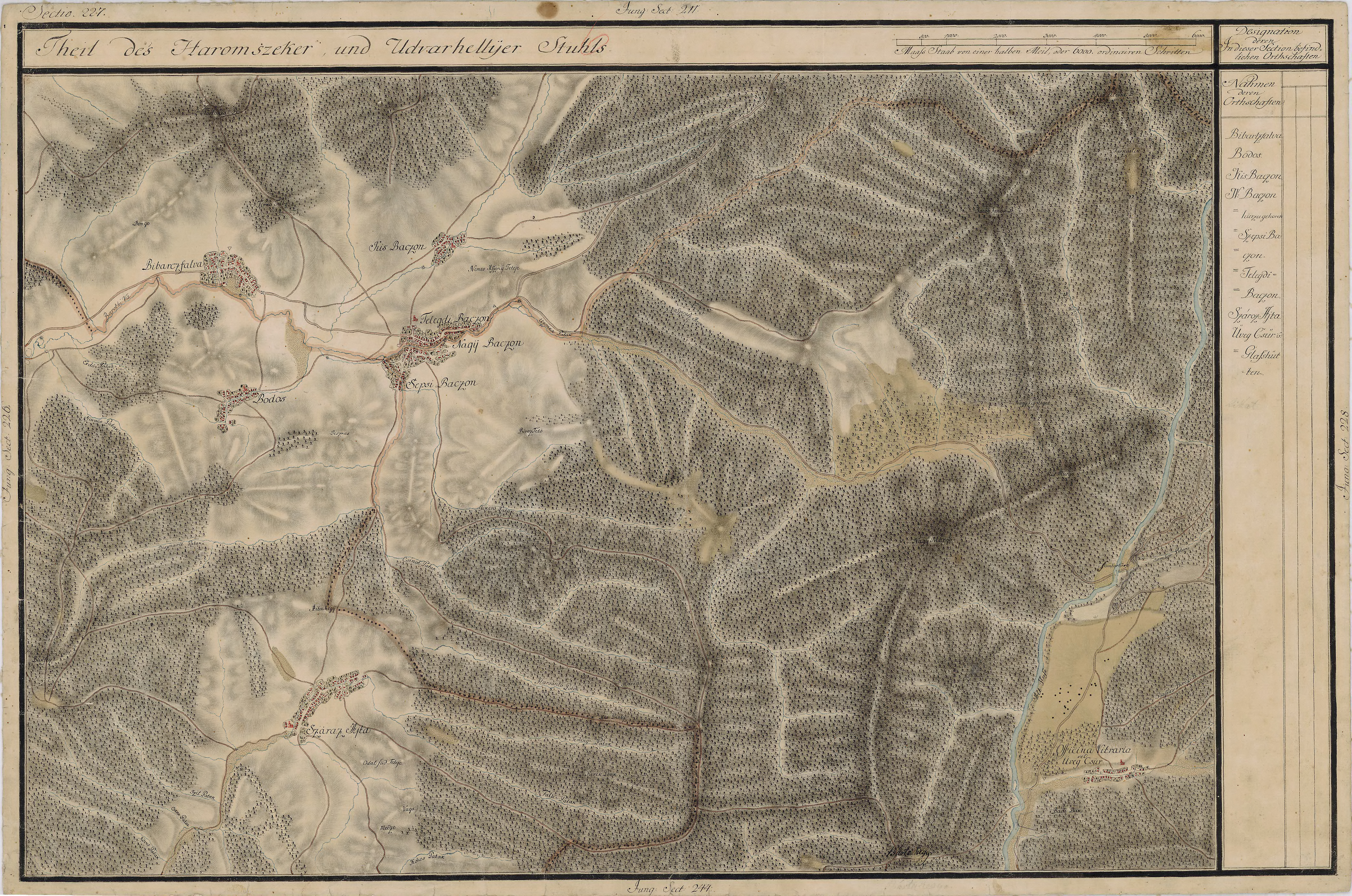
Bățani în Harta Iosefină a Transilvaniei, 1769-1773

## Vezi și
- Herculian (sit de importanță comunitară inclus în rețeaua ecologică europeană Natura 2000 în România).
- Munții Bodoc - Baraolt (arie de protecție specială avifaunistică)
- Oltul Superior (sit de importanță comunitară)